# Rita Bennett
Pour les articles homonymes, voir Rita Morgan.
Rita Bennett est un personnage de la série Dexter, compagne du scientifique tueur en série. Elle est une jeune femme intelligente mais qui a quelques difficultés financières. Elle a eu deux enfants issus de son union avec Paul Bennett, un toxicomane violent. Elle a ensuite une relation amoureuse avec Dexter Morgan.

## Famille
- À la fin de la saison 3, on apprend que Rita a été mariée une première fois à l'âge de 16 ans avec un camarade de classe. L'idylle n'a cependant pas duré car l'union fut annulée six mois après.

- Rita a eu un second mari, Paul Bennett. Mais ce mariage est un échec car Paul se droguait et battait Rita. L'agent Debra Morgan a enquêté, ce qui a permis d'incarcérer Paul.

- Rita et Paul ont deux enfants : Astor et Cody.

- Grâce à Debra, Rita rencontre Dexter. Ils ont une relation depuis le début de la série. Quand Paul sort de prison, Dexter le piège et le renvoie d'où il vient, pour protéger Rita et les enfants. Paul se fait tuer en prison.

- La mère de Rita rend visite à sa fille dans la saison 2. Elle pense que Dexter est, comme Paul, une erreur. Mais Rita riposte et lui demande de se mêler de ses affaires et de quitter Miami. Elle s'exécute alors, quittant ainsi sa fille et ses petits-enfants.

## Rita et Dexter
Alors que son mari Paul Benett est en prison, Rita rencontre Dexter Morgan et entame une relation avec lui.
La relation entre Rita et Dexter est très délicate. D'abord perturbée par le changement, puis déstabilisée par le retour de Paul, Rita finit par se convaincre que Dexter est l'homme de sa vie. Elle le fréquente pendant deux ans mais la relation entre Lila et Dexter la fait douter et elle le quitte temporairement. Finalement, Rita et Dexter se remettent ensemble. Rita tombe enceinte au début de la saison 3 et laisse le choix à Dexter de partir ou de rester. Dexter la demande en mariage pour lui prouver qu'il ne reste pas uniquement pour le bébé. Ils se marient et ont un fils, Harrison.
La famille s'installe dans une nouvelle maison, bien que Dexter garde son ancien studio afin d'y « travailler » (il y conserve son matériel pour tuer). Finalement, alors que Rita et Dexter sont heureux en ménage, le Tueur de la Trinité assassine la jeune femme dans sa baignoire, laissant le petit Harrison dans le sang de sa mère.